# 祖父江寛
祖父江 寛（そぶえ ひろし、1904年（明治37年）1月9日 - 1979年（昭和54年）2月14日）は、日本の応用化学者である。

## 経歴・人物
愛知県名古屋市に生まれる。東京帝国大学（現在の東京大学）に入学後、工学部に所属し応用化学を専攻した。卒業後は東京工業大学に勤務し、講師を経て助教授として活動する。1936年（昭和11年）より留学のため渡英し羊毛の研究に携わり、その後ドイツに移住しアルカリセルロースの研究にも携わった。
1939年（昭和14年）に帰国後は、その応用として合成繊維（アルカリ繊維素）の研究に携わる。これによって、1941年（昭和16年）に理学博士の称号を得た。翌1942年（昭和17年）より教授に昇格し、1948年（昭和28年）に母校の東京大学に復帰し同大学で教鞭を執る。1964年（昭和39年）に成蹊大学に転勤し、1974年（昭和49年）の定年退職まで同大学で教鞭を執った。また成蹊大学勤務中は高分子学会、東京大学勤務中は及び繊維学会の会長をそれぞれ務め、死去後は多磨霊園(10-2-11)に葬られた。

## 受賞歴
- 日本化学会賞 - 1959年（昭和34年）受賞[2]。

## 著書
- 『高分子化学』
- 『新しい合成繊維』